# Dyce
För andra betydelser, se Dyce (olika betydelser).
Dyce (gaeliska Deis) är en förort till Aberdeen, med 5 915 invånare vid folkräkningen 2011. I Dyce ligger Aberdeens flygplats.